# Partido de Unidad Cívica (Azerbaiyán)
El Partido de Unidad Cívica (en azerí: Vətəndaş Birliyi Partiyası Birliyi Partiyası) fue un partido político azerbaiyano fundado en 1999 en Moscú por el expresidente de Azerbaiyán Ayaz Mutallibov . Después de las elecciones parlamentarias de 2000 en Azerbaiyán, el partido se dividió en dos fracciones: una liderada por Ayaz Mutallibov y la otra liderada por Igbal Agazade. Esta última fracción formó más tarde el Partido de la Esperanza (en azerí: Ümid Partiyası).
En 2003, Mutallibov se separó del PUC y se unió al Partido Socialdemócrata de Azerbaiyán como su presidente. Desde entonces, el PUC fue dirigida por Sabir Hajiyev y participó en las elecciones parlamentarias de 2005, obteniendo 1 de los 125 escaños en la Asamblea Nacional de Azerbaiyán. Aunque nominalmente era un partido de oposición, el CUP apoyó oficialmente al presidente en ejercicio Ilham Aliyev. 
El partido se disolvió el 22 de mayo de 2023, por lo que no participó en las elecciones de 2024.  